# فولوديمير كرافشينكو
فولوديمير كرافشينكو هو منافس ألعاب قوى أوكراني، ولد في 22 ديسمبر 1969.

## وصلات خارجية
- فولوديمير كرافشينكو على موقع الاتحاد الدولي لألعاب القوى (الإنجليزية)
- فولوديمير كرافشينكو على موقع أوليمبيديا (الإنجليزية)